# Trechalea
Trechalea is een geslacht van spinnen uit de  familie van de Trechaleidae.

## Soorten
- Trechalea amazonica F. O. P.-Cambridge, 1903
- Trechalea boliviensis Carico, 1993
- Trechalea bucculenta (Simon, 1898)
- Trechalea connexa (O. P.-Cambridge, 1898)
- Trechalea extensa (O. P.-Cambridge, 1896)
- Trechalea gertschi Carico & Minch, 1981
- Trechalea lomalinda Carico, 1993
- Trechalea longitarsis (C. L. Koch, 1847)
- Trechalea macconnelli Pocock, 1900
- Trechalea paucispina Caporiacco, 1947
- Trechalea trinidadensis Carico, 1993